# X-wing Ловац
X-wing ловац је измишљени свемирски ловац из оригиналне трилогије Звезданих ратова и Проширеног универзума Звезданих ратова. Они су приказани као главни пресретачи и ловци побуњеничке алијансе и Нове Републике. Летелица је продавана као играчка и као лиценцни модел за разне игрице, романе и стрипове.

## Настанак и дизајн
Industrial Light & Magic-ов (ILM) Џо Џонстон је скицирао, а Колин Кантвел направио моделе од којих је настао финални X-wing ловац у Звезданиим ратовима. X-wing-ови су дизајнирани да би били традиционалнији од империјалних TIE ловаца. ILM је правио минијатуре разних величина, са ознакама на крилима које су представљале пилота одређеног ловца. Када је ILM стао иза прављења X-wing снимка, продуцент Звезданих ратова Џорџ Лукас и његови уредници су узели снимак борбе из Другог светског рата да би упоредили исечке. Сваки X-wing модел је био направљен око шупљег језгра начињеног од хируршке цеви, која је омогућила осветљењу, хлађењу и електричним прикључцима за мотор крила да буду уграђени. Прозор пилотске кабине је био направљен од стакла да би могла да се сними рефлексија објеката. Премда су првобитни филмски сценарио и роман базиран на филму представили X-wing-ове који припадају Плавој ескадрили, недостатак позадинске технике (плавог платна) довела је до тога да боја ознака на филмским моделима, као и име фиктивне ескадриле буде промењена у црвену. 
Поред минијатура, продукцијска екипа је направила један X-wing у пуној величини за сцене у побуњеничком хангару на Јавину 4; спојем картонских одсечака и накнадних измена, добијен је ефекат да су побуњеници имали на десетине ловаца. Продукцијска екипа је такође направила пилотску кабину X-wing-а у пуној величини која је била у коришћена за снимање сцена са глумцима; астро-дроид се могао видети иза сваког глумца у позадини сваког ловца. Позадински звуци су такође варирали између X-wing-ова и разликовали се између ликова који су пилотирали њима.
Језеро у које се Лук Скајвокер (Марк Хамил) срушио са својим X-wing-ом у филму Империја узвраћа ударац је било дубоко свега 1,1 метар, што је захтевало да се направи део ловца који стоји у језеру под неким углом. Део је био саграђен са механизмом којим се контролисало потонуће и изроњавање ловца, што се види на делу када Лук не успева да извуче свој ловац из воде.
Године 1993, ILM-ове визуелне ефекте урадио је Џон Нол прављењем показних тестова борбе X-wing-ова са TIE ловцима да би доказао изводљивост коришћења рачунарског софтвера у анимацији. Ово је омогућило да се бројни делови сцена свемирских битака прераде за ткзв. специјална издања оригиналне трилогије. ARC-170 ловац који се може видети у трећој епизоди филма, Звездани ратови: Освета сита, намерно подсећа на X-wing-ов дизајн.

## Приказ
Проширени универзум је навео да су дизајнери Incom корпорације пребегли у побуњеничку алијансу и продали дизајн X-wing-а. Један дизајн Z-95 Headhunter-а је базиран на почетној Џонстоновој X-wing скици; Z-95 је од тада био описан као X-wing-ов претходник. The Star Wars Sourcebook допуњава игрицу Звездани ратови: RPG која идентификује модел из оригиналне трилогије као T-65, док Star Wars: The Force Awakens Incredible Cross-Sections идентификује модел из Звездани ратови: Буђење силе као T-70.
Према RPG игрицама и другим материјалима, X-wing-ови су приказани у филму и у Проширеном Универзуму са опремом од четири ласерска топа и паром лансера протонских торпеда у трупу. Ловац има два мода летења: оне у којима су крила спојена и друге када се она отварају у нападачку позицију, што омогућава ласерским топовима на врху крила да пуцају. Серво-мотори контролишу транзицију између два мода, отуда израз „Закључати С-крила у нападачку позицију. Без коришћења навигацијског рачунара који се налази у ловци, ловци се ослањају на астро-дроиде који рачунају хиперсвемирске скокове. Присуство хипер-скока и јаких штитова дају предност X-wing-а над империјским TIE ловцима, што се на крају показало важно за побуњенике.

## Роба и лиценцирање
Кенер је произвео X-wing играчку као допуну акционим фигурама произведеној 1977, са завршеном фигурицом пилота. Модел је био направљен од формиране пластике и имао је светло и звучни сигнал на батерије у предњем делу трупа брода. „С-крила-ови су се активирала притиском на астро-дроида. Кенер је произвео и ливене минијатуре X-wing-а у скали 1:72 1978 и мању верзију са оштећењима из битке за ограничену Micro Collection линију из 1982. године.
X-wing се појављује у четвртој Micro Machines са три пакета, укључујући прве пуштене пакете Звезданиих ратова, бронзану верзију, и пакет од три X-wing-а оштећена у борби са различитим бојама. Micro Machines-ов X-wing је такође био пуштен у продају у два посебна пакета, као промотивни сувенир са немачким видео снимцима у девет паковања која су садржала возила оригиналне трилогије, и једном у прозирној пластици. X-wing се појављује осам пута у Micro Machines-овој флоти играчака: Луков ловац са ручицом за гађање, са оштећењем из мочваре које је ловац добио на Дегоби, и у пакету са TIE ловцем, Веџов ловац, и као компонента сета играчака базе побуњеника на Јавину, играчка базирана по прототипу пакета Biggs Darklighter-овог ловца, и Џек Поркинсов ловац. Лего је такође направио неколико X-wing модела, укључујући 76. део минијатуре X-wing/TIE сета, 263. део X-wing-а (1999/2002), 563. део X-wing пакета са Јодином колибом (2004), 437. део X-Wing-а (2006), и 560. део X-Wing-а (2012). Део 1,304. "Ultimate Collector-овог" модела је избачен 2000. године. Нови "Ultimate Collector-ов" модел, са 1559 делова је избачен 2013. године.
X-wing-ови се такође појављују у бројним игрицама Звезданиих ратова и причама о Проширеном Универзуму. Играч пилотира X-wing-ом у игрици Atari Star Wars. Такође се може играти са њим у бројним LucasArts игрицама, и истоимени је брод, први међу неколико симулатора о свемирским борбама. Обе игрице, Rebel Assault и Rebel Assault II rail shooters, поседују X-wing у нивоима, и X-wing ескадриле се могу контролисати у Rebellion и Empire at War стратешким игрицама. Десифер и Чаробњаци са обале су избациле X-wing и X-wing везане картице за Star Wars Customizable Card Game. Мајкл А. Стакпоул и Арон Олстон су написали X-wing новелу серијала која се фокусира на X-wing пилоте Rogue ескадриле и Wraith ескадриле, њиховом формирању, проширене приче о пилотима као Веџ Антилиз који се појављује у филмовима. Стрипови Dark Horse су такође приказали серијал X-Wing Rogue ескадриле.

## Културни утицај
У мају 2015. модел X-Wing-а је послат на ивицу свемира од стране Essex Space агенције у покушају креатора да добију улазнице за премијеру филма Звездани ратови: Буђење силе. (Покушај је пропао.)